# Juhana Heikki Erkko

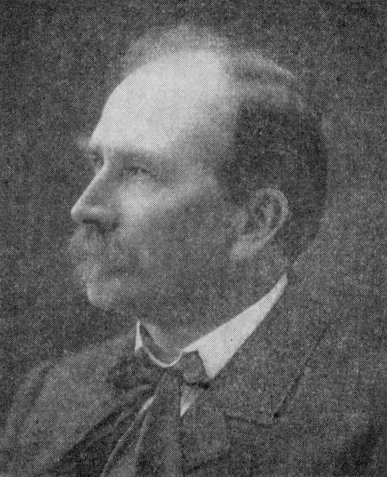
Juhana Heikki Erkko

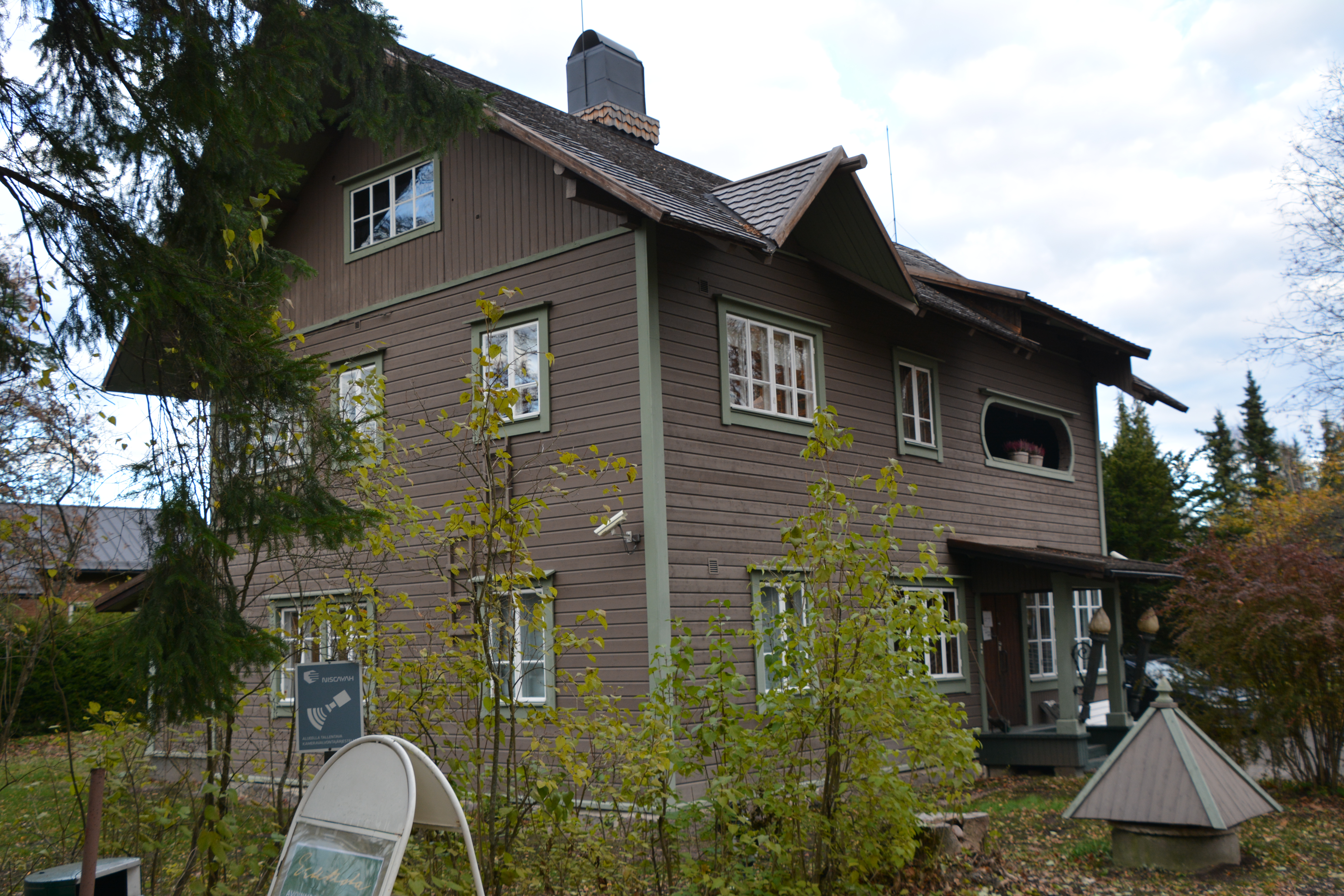
Erkkola

Juhana Heikki Erkko (Johan Henrik Erkko), född 16 januari 1849, död 16 november 1906, var en finländsk skald. Han var bror till Eero Erkko.
J.H. Erkko var son till den tavastländske bonden Juhani Eerikinpoika Eerakkala och Maria Kyöstilä. Han genomgick Jyväskylä seminarium och skaffade sig senare genom självstudier och resor en gedigen bildning. Erkko verkade fram till 1892 som folkskollärare, under kortare perioder även som journalist. De sista åren av sitt liv verkade han som fri författare. År 1906 beviljade lantdagen honom en statspension, som han dock aldrig hann komma i åtnjutande av. Utan att vara någon starkt särpräglad skald eller någon mästare i formen, fick Erkko betydelse för den finländska litteraturen. Han var som lyriker mer produktiv än någon av sina föregångare. Erkko var genomträngd av liberalismens framstegstro, humanitetsidéer och sociala rättfärdighetskrav. I sin radikalism var han snarare en fridens än en stridens man. Som tankelyriker och tendensdiktare hade han ett starkt inflytande på sin samtids unga. Han utgav också en rad idédramer, såsom de på Kalevalamotiv uppbyggda Aino (1893), Kullervo (1895) och Pohjolan häät (1902) samt en samling prosaberättelser.
Han flyttade 1902 till ett nyuppfört bostads- och skrivstuguhus vid Tusby Strandväg i Tusby, som han döpte till Erkkola.
Han är begravd på Sandudds begravningsplats i Helsingfors.